# Troviscal (Oliveira do Bairro)
Troviscal é uma vila portuguesa que foi sede da extinta Freguesia de Troviscal do Município de Oliveira do Bairro, freguesia que tinha 11,51 km² de área e 2 371 habitantes (2011), tendo, então, uma densidade populacional de 206,0 hab/km². 
A povoação de Troviscal foi elevada à categoria de vila em 1 de Julho de 2003.
A freguesia foi extinta (agregada) pela reorganização administrativa de 2013, sendo o seu território integrado na freguesia de Bustos, Troviscal e Mamarrosa.

## População
| População da freguesia de Troviscal (1864 – 2011) | População da freguesia de Troviscal (1864 – 2011) | População da freguesia de Troviscal (1864 – 2011) | População da freguesia de Troviscal (1864 – 2011) | População da freguesia de Troviscal (1864 – 2011) | População da freguesia de Troviscal (1864 – 2011) | População da freguesia de Troviscal (1864 – 2011) | População da freguesia de Troviscal (1864 – 2011) | População da freguesia de Troviscal (1864 – 2011) | População da freguesia de Troviscal (1864 – 2011) | População da freguesia de Troviscal (1864 – 2011) | População da freguesia de Troviscal (1864 – 2011) | População da freguesia de Troviscal (1864 – 2011) | População da freguesia de Troviscal (1864 – 2011) | População da freguesia de Troviscal (1864 – 2011) |
| ------------------------------------------------- | ------------------------------------------------- | ------------------------------------------------- | ------------------------------------------------- | ------------------------------------------------- | ------------------------------------------------- | ------------------------------------------------- | ------------------------------------------------- | ------------------------------------------------- | ------------------------------------------------- | ------------------------------------------------- | ------------------------------------------------- | ------------------------------------------------- | ------------------------------------------------- | ------------------------------------------------- |
| 1864                                              | 1878                                              | 1890                                              | 1900                                              | 1911                                              | 1920                                              | 1930                                              | 1940                                              | 1950                                              | 1960                                              | 1970                                              | 1981                                              | 1991                                              | 2001                                              | 2011                                              |
| 1.038                                             | 1.107                                             | 1.224                                             | 1.262                                             | 1.444                                             | 1.617                                             | 2.013                                             | 2.219                                             | 2.527                                             | 2.404                                             | 1.820                                             | 2.173                                             | 2.358                                             | 2.363                                             | 2.371                                             |

## Património
- Igreja de São Bartolomeu (matriz)
- Casa setecentista perto da igreja
- Capela de São Tomé